# ATP (Sassari)
ATP S.p.A. - Azienda Trasporti Pubblici S.p.A. è una società per azioni i cui soci sono il Comune di Sassari, la città metropolitana di Sassari ed il Comune di Porto Torres che, nelle città di Sassari e Porto Torres, garantisce l’esercizio del trasporto pubblico di persone.
ATP S.p.A. è dotata di un proprio Statuto, ha personalità giuridica propria ed è dotata di autonomia imprenditoriale, patrimoniale, funzionale e organizzativa. Deposito, officine, uffici e direzione sono concentrati nella sede di Sant’Eusebio, in via Caniga n. 5 a Sassari, che prende il nome dall’omonima chiesetta medioevale che sorge in prossimità della struttura aziendale. L’attuale sede, attiva dal 1998, è stata realizzata in un contesto ambientale di pregio dove sono presenti alcune evidenze architettoniche e archeologiche conservate con cura dall’Azienda.

## Storia
L'azienda venne costituita il 16 gennaio del 1972  col nome di Azienda Consorziale Trasporti Pubblici (ACTP), in sostituzione della Pani, che fin dal 27 settembre 1952 era stata incaricata di svolgere lo stesso servizio.
Le prime linee Pani, dopo un periodo di fase sperimentale, furono avviate con successo nell'autunno del 1953. Inizialmente erano tre: la Trasversale, che collegava il quartiere del Monte a via Principessa Maria, che allora si trovava in estrema periferia; la Longitudinale, che collegava il cosiddetto Bivio Torres (oggi via Coradduzza) alla stazione; la Circolare, che aveva i suoi due capolinea in piazza della Stazione e in via Torres). A queste si aggiunsero: nel 1958 la Diagonale, la prima a passare per via Amendola e a raggiungere Rizzeddu, e la Circolare Destra; poi la linea speciale Torres (funzionante solo la domenica, in occasione delle partite calcistiche della Sassari Torres); la linea che serviva la borgata di Li Punti e la nº 6, nell'ottobre del 1959, che collegava le zone dell'allora periferia estrema di via Abozzi e via Napoli. Il 5 maggio del 2025 entra in servizio la linea numero 9, che partendo da via Tavolara, collega i quartieri del Monte Rosello e Latte Dolce con la zona industriale di Predda Niedda .

## Le reti gestite
L’Azienda gestisce in totale 33 linee ordinarie di cui 4 a Porto Torres, 27 a Sassari ed una che viaggia tra Sennori, Sorso ed il litorale sorsense nel periodo estivo. Le linee che fanno riferimento al capoluogo si dividono in urbane e suburbane (queste ultime servono aree assai estese ma a bassa densità abitativa, il cosiddetto Agro di Sassari). Sempre a Sassari sono in esercizio una linea “a chiamata” (AmicoBus) riservata a persone con difficoltà motorie. 

### Trasporto urbano
| Linea | Percorso                                                             |
| ----- | -------------------------------------------------------------------- |
| 1     | Baddimanna - Baldedda - Piandanna                                    |
| 1/    | San Francesco - Piandanna                                            |
| 22    | Monserrato - Latte Dolce                                             |
| 25    | Serra Secca - Latte Dolce                                            |
| 3     | Luna e Sole - Sassari 2 - Monte Furru                                |
| 4     | Carbonazzi - Sant'Orsola                                             |
| 6     | Monserrato - Carbonazzi                                              |
| 7     | Carbonazzi - Serra Secca - Prunizzedda                               |
| 8     | Stazione FS - Piazzale Segni                                         |
| 9     | Via Tavolara - Latte Dolce - Predda Niedda                           |
| CS    | Circolare Sinistra (Centro - Luna e Sole - M.Bianchino - P.le Segni) |
| VV    | Via Tavolara - Tribunale dei Minori                                  |

### Trasporto suburbano
| Linea | Percorso                                                                       |
| ----- | ------------------------------------------------------------------------------ |
| PN    | Via Tavolara - Predda Niedda                                                   |
| PS    | Via Tavolara - Truncu Reale - Pian de Sorres                                   |
| SC    | Via Tavolara - San Camillo                                                     |
| FL    | C.so R. Margherita - Filigheddu                                                |
| SO    | Via Tavolara - Latte Dolce - Sant'Orsola                                       |
| CA    | Via Tavolara - Caniga - Prato Comunale                                         |
| BA    | Via Tavolara - Bancali - Saccheddu                                             |
| LA    | Via Tavolara - La Landrigga                                                    |
| LP    | Via Tavolara - Li Punti - Baldinca - Viziliu                                   |
| OT    | Via Tavolara - Li Punti - Ottava                                               |
| MA    | Via Tavolara - Marchetto                                                       |
| BB    | Via Tavolara - Buddi Buddi - Badde Longa - Platamona                           |
| BB    | Via Tavolara - Buddi Buddi - Marina di Sorso                                   |
| MP    | Via Tavolara - Ottava - Platamona                                              |
| LM    | (Attiva solo nel periodo estivo) Sennori - Sorso - Marina di Sorso - Platamona |

### Trasporto urbano di Porto Torres
| Linea | Percorso                                                        |
| ----- | --------------------------------------------------------------- |
| A     | Centro Intermodale - Piazzale Lazio                             |
| Ad    | Centro Intermodale - Li Lioni - Piazzale Lazio                  |
| B     | Centro Intermodale - Viale della Liberta                        |
| Bd    | Centro Intermodale - Andriolu - Viale della Libertà             |
| C     | Centro Intermodale - P.le Lazio - V.le della Libertà            |
| Cd    | Centro Intermodale - Li Lioni - P.le Lazio - V.le della Libertà |
| Cm    | Centro Intermodale - Andriolu - P.le Lazio - V.le della Libertà |
| E     | (Attiva solo nel periodo estivo) Centro Intermodale - Platamona |

Tutti i veicoli sono dotati di impianto di aria condizionata, per un migliore comfort del viaggio. Il 100% della flotta aziendale in uso è dotata di apparati di videosorveglianza per una maggiore sicurezza dei passeggeri e del personale. Ogni mezzo è dotato di consolle con cui il conducente gestisce gli indicatori di percorso esterni che forniscono le indicazioni di linea all’utenza ed è collegato via radio con la Centrale Operativa ATP S.p.A.
L’Azienda garantisce complessivamente nelle giornate feriali scolastiche 894 corse giornaliere attraverso una rete capillare di 474 chilometri nella quale le fermate sono 860, contrassegnate da apposita segnaletica verticale (cosiddette “paline”), di cui 142 dotate di pensiline d’attesa.

## Parco Mezzi
Al 2024 il parco mezzi in uso presso l’ATP è di 112 mezzi, di cui tre autosnodati e una vettura adibita al servizio NCC. 
4 minibus vengono usati per il servizio a chiamata Amico bus; 
- 4 Fiat Ducato RM, numerati da 359 a 362.  
Per il servizio di linea vengono utilizzati: 
- 14 Iveco Urbanway 12m, numerati da 371 a 384. La 371/380 monta il motore Tector 7, mentre la seria 381/384 monta il motore Cursor 9. 
- 3 Man Lion’s City 18m, numerati da 368 a 370 (comprati usati dalla Svizzera); 
- 6 Menarinibus Vivacity+ 8m, numerati da 331 a 334, poi da 338 a 340; 
- 4 Mercedes-Benz Sprinter 7.5m (GPL), numerati da 265 a 268; 
- 18 Mercedes-Benz Sprinter 7m, numerati da 269 a 276, poi 293, poi 302, poi da 346 a 353, e 358; 
- 61 Mercedes-Benz Citaro di cui:       
-31 modello N (12m) da 3 porte, numerati da 277 a 279, poi da 291 a 292, poi da 296 a 301, poi da 303 a 306, poi da 309 a 311, poi da 315 a 316, poi da 318 a 322, poi da 328 a 342, poi da 354 a 357,       
-30 modello K (10.5m) da 2 porte, numerati da 280 a 290, poi da 294 a 295, poi da 307 a 308, poi da 312 a 314, poi 317, poi da 323 a 327, poi da 343 a 344, e 341. 
Per il servizio NCC viene usato un'Iveco Savi CQ Scout da 7.9m, soprannominato 'Oreste' riportante la matricola 345. 